# Lichnowy (powiat malborski)

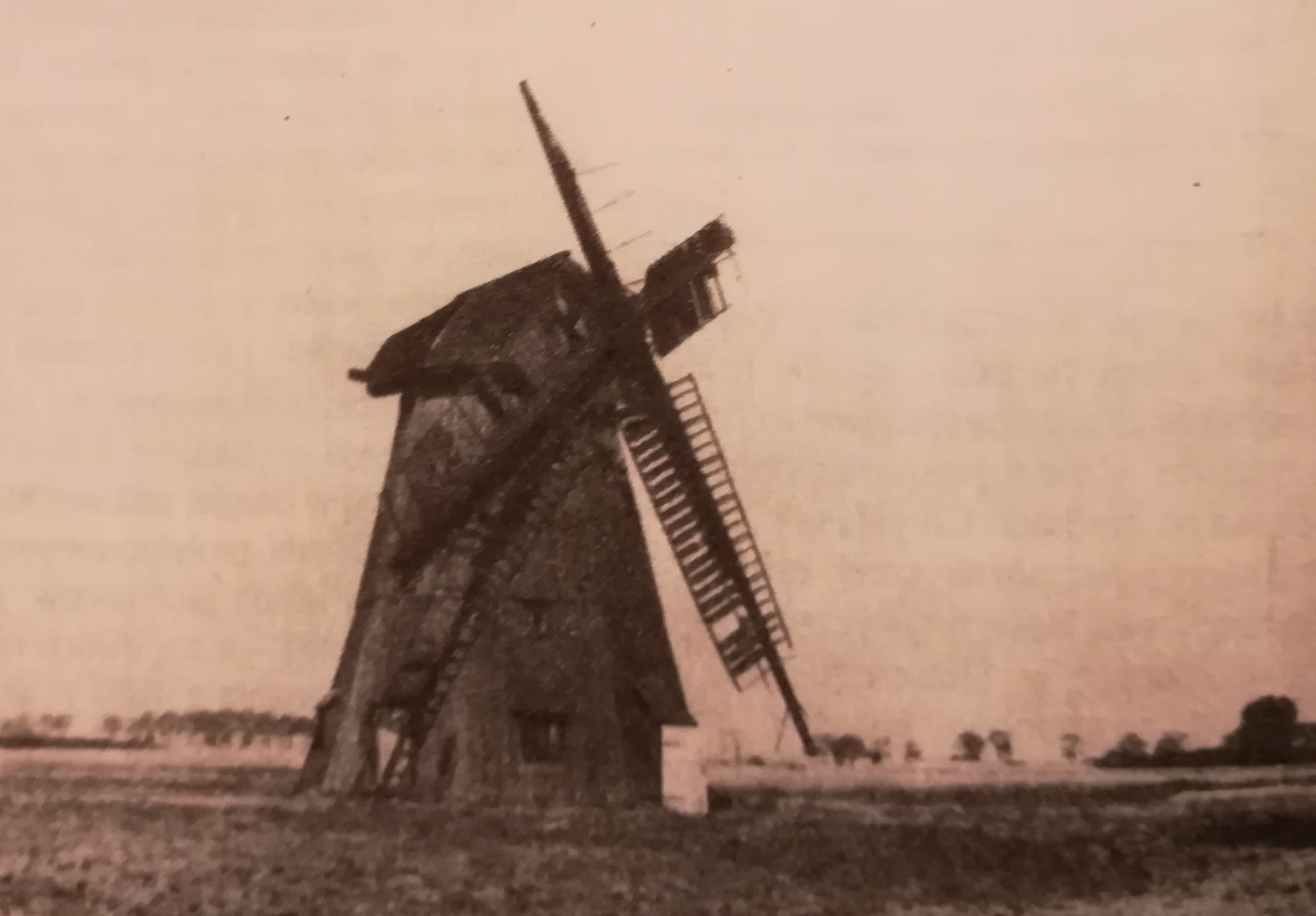
Wiatrak w Lichnowach przed 1990

Lichnowy (niem. Groß Lichtenau) – wieś w Polsce, położona w województwie pomorskim, w powiecie malborskim, w gminie Lichnowy, której jest siedzibą, na obszarze Wielkich Żuław Malborskich.
Wieś królewska Lichnowy Wielkie położona była w II połowie XVI wieku w województwie malborskim. Do 1954 r. miejscowość była siedzibą gminy Lisewo. W latach 1975–1998 miejscowość należała administracyjnie do województwa elbląskiego.
W miejscowości przed 1945 funkcjonował hotel Schmidta.

## Nazwa
12 listopada 1946 r. nadano miejscowości polską nazwę Lichnowy.

## Zabytki
Według rejestru zabytków NID na listę zabytków wpisane są:
- kościół parafialny pw. św. Urszuli, XIV, XV, 1894, nr rej.: A-812 z 17.11.1974
- dom, ul. Lachowicza 21-23, nr rej.: A-1360 z 10.01.1992.

Gotycki kościół św. Urszuli z cegły, zbudowany w 2. połowie XIV wieku, odbudowany po pożarze w latach 1897–1898; jednonawowy z wieżą zachodnią. Hełm wieży zaprojektowany przez K. Steinbrechta. 

## Ważniejsze obiekty w Lichnowach
- Apteka
- Bank Spółdzielczy
- Biblioteka publiczna
- Gabinet stomatologiczny
- Gimnazjum
- Kościół rzymskokatolicki pw. św. Urszuli
- Ochotnicza Straż Pożarna (KSRG)
- Ośrodek zdrowia
- Piekarnia „Chlebpol”
- Plebania
- Poczta
- Rolnicza Spółdzielnia Produkcyjna „Zwycięstwo”
- Siłownia
- Szkoła podstawowa im. Stefana Żeromskiego
- Urząd gminy